# Obersee (sjö i Österrike, Tyrolen)
Obersee är en sjö i Österrike.   Den ligger i förbundslandet Tyrolen, i den sydvästra delen av landet, 300 km väster om huvudstaden Wien. Obersee ligger 2 010 meter över havet.
Trakten runt Obersee består i huvudsak av gräsmarker. Runt Obersee är det glesbefolkat, med 19 invånare per kvadratkilometer.